# Discocyrtus
Discocyrtus es un género de opiliones de la familia Gonyleptidae. Fue descrito científicamente por Holmberg en 1878. Algunas especies del género pueden ser encontradas en Sudamérica. La siguiente es la lista de especies pertenecientes a este género.
- Discocyrtus affinis
- Discocyrtus alticola
- Discocyrtus antiquus
- Discocyrtus areolatus
- Discocyrtus armatissimus
- Discocyrtus banhado
- Discocyrtus boraceae
- Discocyrtus bos
- Discocyrtus brevifemur
- Discocyrtus bucki
- Discocyrtus calcarifer
- Discocyrtus canalsi
- Discocyrtus carvalhoi
- Discocyrtus catharinensis
- Discocyrtus cervus
- Discocyrtus clarus
- Discocyrtus confusus
- Discocyrtus cornutus
- Discocyrtus coronatus
- Discocyrtus coxalis
- Discocyrtus crenulatus
- Discocyrtus curvipes
- Discocyrtus dilatatus
- Discocyrtus dubius
- Discocyrtus elegantulus
- Discocyrtus emydeus
- Discocyrtus fazi
- Discocyrtus fimbriatus
- Discocyrtus flavigranulatus
- Discocyrtus goodnighti
- Discocyrtus goyazius
- Discocyrtus granulatus
- Discocyrtus guarauna
- Discocyrtus guttatus
- Discocyrtus hamatus
- Discocyrtus heteracanthus
- Discocyrtus iguapei
- Discocyrtus infelix
- Discocyrtus invalidus
- Discocyrtus langei
- Discocyrtus latus
- Discocyrtus leonardosi
- Discocyrtus lisei
- Discocyrtus littoralis
- Discocyrtus longicornis
- Discocyrtus longispinus
- Discocyrtus magnicalcar
- Discocyrtus melanacanthus
- Discocyrtus milloti
- Discocyrtus moraesianus
- Discocyrtus niger
- Discocyrtus nigerrimus
- Discocyrtus nigrolineatus
- Discocyrtus nigrosulcatus
- Discocyrtus oliverioi
- Discocyrtus orientalis
- Discocyrtus pectinifemur
- Discocyrtus perfidus
- Discocyrtus pertenuis
- Discocyrtus pizai
- Discocyrtus prospicuus
- Discocyrtus rarus
- Discocyrtus rectipes
- Discocyrtus semipartitus
- Discocyrtus serrifemur
- Discocyrtus simplex
- Discocyrtus singularis
- Discocyrtus spinifemur
- Discocyrtus subinermis
- Discocyrtus tenuis
- Discocyrtus terezopolis
- Discocyrtus testudineus
- Discocyrtus vegetus
- Discocyrtus vestitus
- Discocyrtus wygodzinskyi